# ریک پیانا
ریچارد یوجین پیانا (انگلیسی: Richard Eugene Piana؛ ۲۶ سپتامبر ۱۹۷۰ – ۲۵ اوت ۲۰۱۷) یک بدنساز و کارآفرین ارمنی‌تبار اهل ایالات متحده آمریکا و قهرمان زیبایی‌اندام بود. وی در سال ۱۹۸۹ برنده جایزه فدراسیون جهانی بدن‌سازی و تناسب‌اندام (IFBB) و آقای جوان کالیفرنیا در سال ۱۹۹۸ شد وی همچنین عضو کمیته ملی بدنسازی بود.

## درگذشت
وی در آرامگاه فارست لان مموریال پارک (هالیوود هیلز) به خاک سپرده شده‌است.